# 甘田镇
甘田镇，是中华人民共和国广西壮族自治区百色市乐业县下辖的一个乡镇级行政单位。

## 行政区划
甘田镇下辖以下地区：
夏福村、四合村、达道村、九洞村、甲龙村、大坪村、百乐村和板洪村。